# 交通大学工程馆

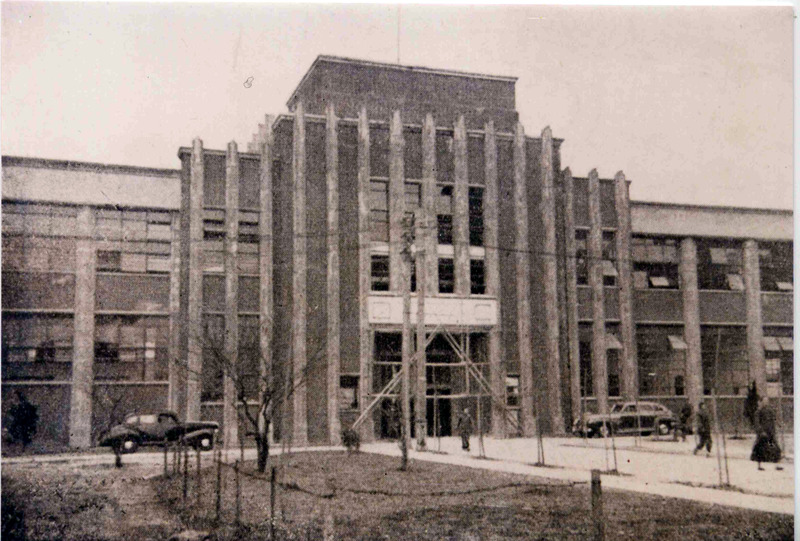
1930年的工程馆入口

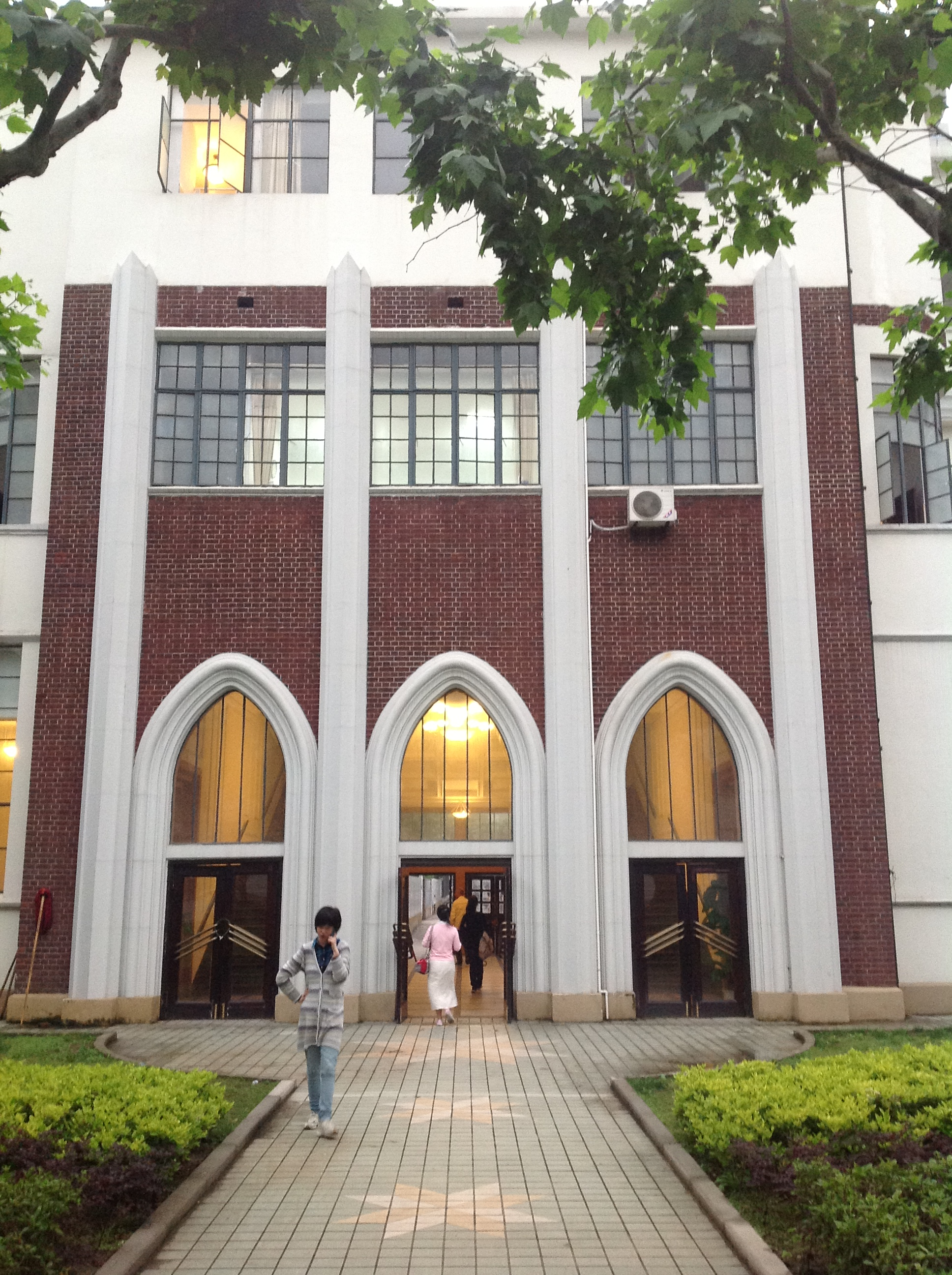
工程馆庭院入口

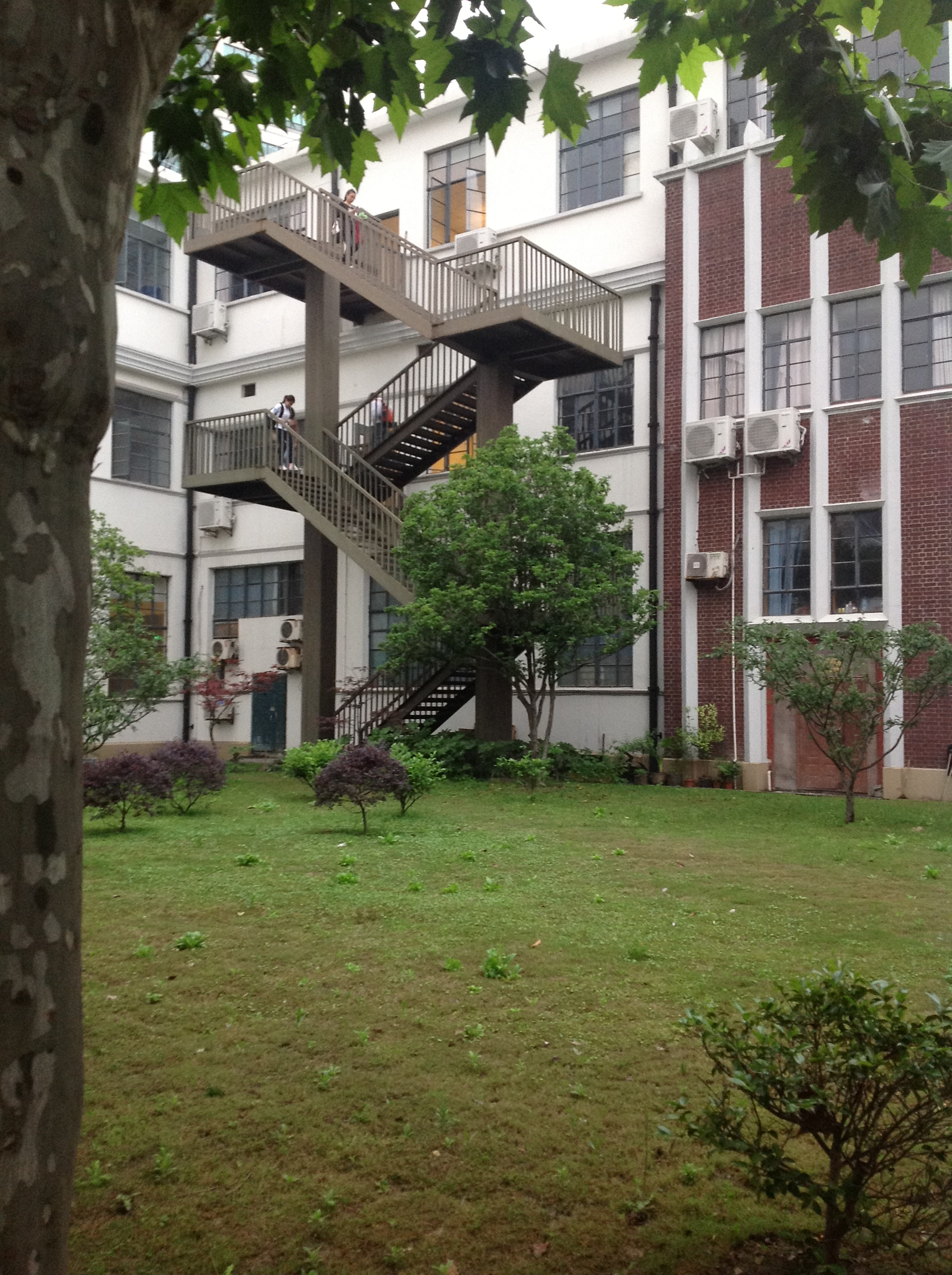
工程馆中庭及楼梯

工程馆为位于上海交通大学徐汇校区北部、新上院和包兆龙图书馆北侧的一座建筑，落成于1932年，由张元济、王清穆、唐文治、蔡元培、陆梦熊等人募资兴建，设计者为匈牙利建筑师邬达克。
工程馆是一座现代装饰艺术风格的建筑，外立面为深褐色，突出白色壁柱的竖线条。2004年列入上海市第四批优秀历史建筑。

## 历史
1930年12月由铁道部批准工程馆建设，馥记公司以23万8千两承建该工程，1932年1月竣工。
工程馆为钢筋水泥结构建筑，共有二层，平面呈“口”字形，中间有天井，天井正中安有马可尼铜柱。占地面积6,500平方米，面积11,007平方米。底层有锅炉房，并有机械、水利、材料、电气、金工、标本等实验室，上层有教室、模型室、仪器室、演讲厅、绘图室和教师休息室等。
1960年进行加层改造，总面积达到12,898平方米，具备实验、教学、办公功能。
2011年5月份工程馆曾进行大修并于10月15日重新投入使用。
1947年，为纪念老校长叶恭绰之功绩，工程馆曾改名为“恭绰馆”。中华人民共和国成立后恢复原名。
1931年5月2日，校方将一个放有工程馆照片、交大规章和报纸的时间囊放置于工程馆基地中。2011年大修时曾有寻找但尚未找到。